# Даниленко, Владимир Витальевич
Влади́мир Вита́льевич Даниле́нко (род. 1999, Санкт-Петербург) — российский пловец-паралимпиец. Трёхкратный серебряный призёр Паралимпийских игр в Париже, трёхкратный бронзовый призёр Паралимпийских игр в Токио. Трёхкратный бронзовый призёр чемпионата мира, двукратный чемпион Европы, многократный чемпион России среди спортсменов с поражением опорно-двигательного аппарата. Заслуженный мастер спорта России.

## Биография
Владимир Даниленко родился 23 сентября 1999 года в Санкт-Петербурге.

### Спортивная карьера
Начал заниматься плаванием в 12 лет в спорткомплексе «Гаванская». С 15 лет тренируется в СШОР «Экран» под руководством Ольги Соловьёвой, Татьяны Сайчик и Юлии Кабановой.
Выступает в классе S2 на дистанциях 50 и 100 метров на спине, а также 200 метров вольным стилем.
В 2015 году получил звание «Мастер спорта России»., в 2020 году — «Мастер спорта России международного класса», в 2021 году — «Заслуженный мастер спорта России»
С 2015 года входит в состав паралимпийской сборной России.
В 2019 году завоевал три медали чемпионата мира в Лондоне.
В 2021 году выиграл серебро чемпионата Европы в Фуршале и три бронзовых медали Паралимпийских игр в Токио.
В 2024 году стал двукратным чемпионом Европы. Вошёл в состав сборной России для участия в Паралимпийских играх в Париже.. 29 августа завоевал серебряную медаль на дистанции 100 метров на спине, показал результат 2 минуты 1,34 секунды 31 августа стал серебряным призёром на дистанции 50 метров на спине с результатом 57,54 секунды. 2 сентября завоевал серебряную медаль на дистанции 200 метров вольным стилем.

## Награды и звания
- Медаль ордена «За заслуги перед Отечеством» I степени (21 октября 2024 года) — за большой вклад в развитие отечественного спорта, высокие спортивные достижения, волю к победе, стойкость и целеустремлённость, проявленные на XVII Паралимпийских летних играх 2024 года в городе Париже (Франция).[11]
- Медаль ордена «За заслуги перед Отечеством» II степени (2021).[12]
- Почётное спортивное звание «Заслуженный мастер спорта России» (2021).